# 龙岸镇
龙岸镇，是中华人民共和国广西壮族自治区河池市罗城仫佬族自治县下辖的一个乡镇级行政单位。

## 行政区划
龙岸镇下辖以下地区：
龙岸社区、平石村、北源村、天宝村、物华村、大蒙村、太和村、高安村、莲花村、龙凤村、龙平村、山口村、泗潘村、珠江村、榕山村、三灵村和八联村。